# ヨコハマおもしろ水族館
ヨコハマおもしろ水族館（ヨコハマおもしろすいぞくかん）とは、神奈川県横浜市中区の横浜中華街にあった水族館。さまざまな種類の魚を展示していた。2021年11月23日閉館。2022年3月26日に同所で横浜開運水族館フォーチュンアクアリウムが開業した。

## 概要
2004年7月15日開業。以前は吉本興業によるプロデュースで、「よしもとおもしろ水族館」という名称だった。2013年5月1日に変更。
館内は「おもしろ水族館」「赤ちゃん水族館」「おもしろ商店街」の3つに分かれていた。おもしろ水族館は中国の南の島の小学校を、赤ちゃん水族館は幼稚園をモチーフにしていた。また、各水槽では展示している生物に関する3択クイズが楽しめた。
吉本興業がプロデュースしたこともあり、随所でギャグ要素や遊び心が見られる。上記のクイズのほか、「びっくり擬態ゾーン」では、水底の岩と見分けがつきにくく、あまり動かないオニダルマオコゼを、レプリカを混ぜて飼育している。赤ちゃん水族館の「遊ぼうゾーン」には水槽一体型の滑り台やジャングルジムといった遊具が設置されていた。
さかなクンが館内各所で解説役を担っていたが、その後赤ちゃん水族館内の彼によるイラスト入りの解説のみとなった。
入場者にはオロナミンCを1本無料で配布（入場の際に専用のコインが渡され、館内に設置されている自動販売機で引き換える）していたが、その後廃止。
新型コロナウイルス感染拡大の影響で入場者数が減少したため2021年11月23日で閉館し、飼育していた生物はチャイナスクエア株式会社に引き継いだ。

## 所在地・アクセス
- 所在地 - 神奈川県横浜市中区山下町144 チャイナスクエアビル3階
- 開館時間 - 10時 - 18時(最終入場17時30分)
- 交通アクセス
  - JR根岸線 石川町駅より徒歩5分
  - みなとみらい線 元町・中華街駅より徒歩8分

## 入場料
- 大人 - 1500円
- 子供 - 750円
- 65歳以上 - 1100円

このほか、障害者割引、団体割引もある。

## よしもと遊べる水族館
2009年9月17日、よしもとの水族館の第二弾として、埼玉県三郷市のららぽーと新三郷内に「よしもと遊べる水族館 - ギョギョギョ!パニック - 」がオープンした。“よしもと遊べる水族館”は、ショッピングモール内に人工の池（釣り堀）があり、魚族とふれあうために釣りができる水族館であった。釣りの対象は、エビ、ヤドカリ、そして魚で、タイなどの海水魚が釣れる日もあった。
2011年4月10日に閉館した。